# Archibald Tait
Archibald Campbell Tait, född den 21 december 1811 i Edinburgh, död den 3 december 1882 i Addington, Surrey, var en skotsk teolog och ärkebiskop i Engelska kyrkan. 
Tait blev 1842 headmaster (rektor) i den berömda Rugbyskolan och förde därifrån kampen mot Oxfordrörelsen i evangelisk anda; sin teologiska ståndpunkt, som närmade sig den bredkyrkliga och banade väg för modern teologi i England, framlade han i skriften Dangers and safeguards of modern theology. År 1856 blev han biskop av London och företrädde som sådan den sociala väckelsen; han arbetade energiskt för evangelisationen, särskilt i Londons norra och östra kvarter. År 1862 grundlade han den betydelsefulla Bishops of London Fund för att bättre förse storstaden med präster. År 1869 blev han ärkebiskop av Canterbury och som sådan Englands primas. I striden om Essays and Reviews 1860 ff. hade han gripit in mot den bredkyrkliga radikalismen och sökt avsätta Temple. Men i den stora striden om Colenso stod han på dennes och den moderna bibelkritikens sida och motsatte sig den sydafrikanska kyrkans oavhängighetssträvanden. Tait lyckades genom den andra Lambethkonferensen (1878) göra denna institution till ett verkligt organ för den till världskyrka vidgade engelska kyrkan.
| Ärkebiskopar av Canterbury       |
| -------------------------------- |
| Företrädare \| Efterträdare      |
| Charles Longley \| Edward Benson |